# أغلبية نسبية
الأَغلبية النِّسْبِيَّة هي زيادةُ أَحد المرشحين في الأَصوات بالنسبة إِلى غيره،
الأغلبية البسيطة هي ( 50 % + 1 ) وسميت بالبسيطة لأنها بمجرد سحب صوت واحد فقط منها فإنها ستنهار.
والأغلبية المطلقة هي التي تحصل على( ثلثي الأصوات ) وهي التي تعتمد بالأمور والقرارات الأكثر أهمية. النصاب البسيط المسمى ( 50 % + واحد ) هو يعتبر العمود الفقري لجميع اشكال النظم السياسي الديمقراطية.